# Symmorphus yunnanensis
Symmorphus yunnanensis (лат.) — вид одиночных ос из подсемейства Eumeninae. Эндемики Восточной Азии.

## Распространение
Китай (Yunnan Dequen; Fukien, Kuatun). Обнаружены на высоте около 3000 метров.

## Описание
Мелкие одиночные осы (тела около 9 мм). Клипеус субквадратный (соотношение сторон 2,8:2,5). Гнёзда в готовых полостях. Провизия — гусеницы и личинки жуков. Вид был описан в 2002 году австрийским энтомологом Йозефом Гусенляйтнером (нем. Josef Gusenleitner; Линц, Австрия).